# 弥富口駅
弥富口駅（やとみぐちえき）は、愛知県弥富市鯏浦町にあった、名古屋鉄道尾西線の駅。

## 歴史
- 1933年（昭和8年）8月1日：開業。
- 1944年（昭和19年）：太平洋戦争の戦局悪化に伴い休止[2]。
- 1946年（昭和21年）9月15日：休止前より300 m北に移動し復活。復活時より無人駅[2]。
- 1983年（昭和58年）4月9日：愛知県道40号名古屋蟹江弥富線との立体交差化工事[注釈 1]完成に伴い、高架駅となる[2]。
- 2006年（平成18年）12月16日：廃止[1][2]。

## 駅構造
単式1面1線ホームを持つ高架駅。駅集中管理システム未導入の完全な無人駅であり、改札口もないため、階段を登って直接ホームに入る形になっていたが廃止された現在、駅入り口は工事用の柵で塞がれている。2005年・2006年に名鉄各線で廃止になった7駅で唯一、ホームが当時のまま残っている。
単線であるが、高架化した際に上り線ホームの一部も作られるなど複線としても対応できるような作りをしていた。しかし、複線化されることなく利用者が少ないことから駅自体が廃止された。
また、かつては日本毛織（ニッケ）弥富工場の工員が多く利用していたが、その後、紡績業界の衰退で生産量の減少により工場の規模は縮小し敷地はイオンタウン弥富やニッケ弥富ゴルフコースなどに変わっている。また、ニッケ関連会社であった弥富ウール株式会社が事業再編に伴い2009年（平成21年）5月末で操業停止し、工場跡地が賃貸不動産用地になった事により弥富での紡績事業から完全撤退してしまった。

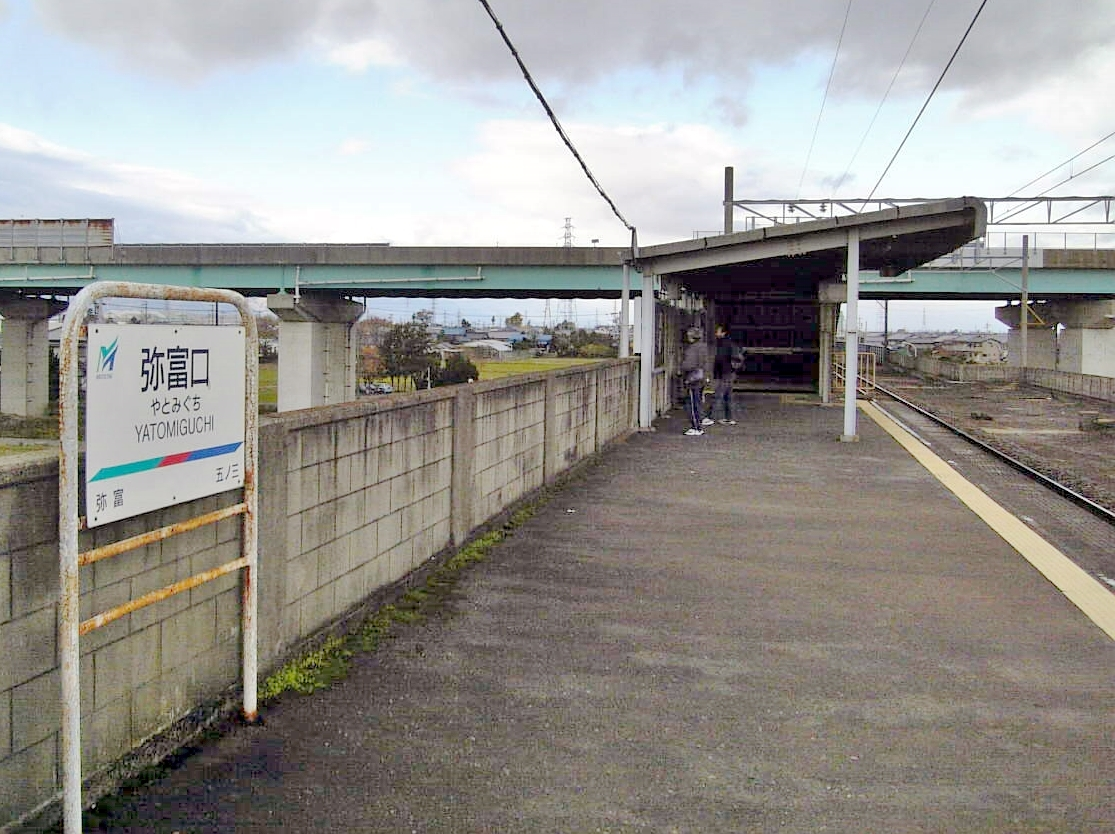
駅名標と待合所（2006年12月3日）
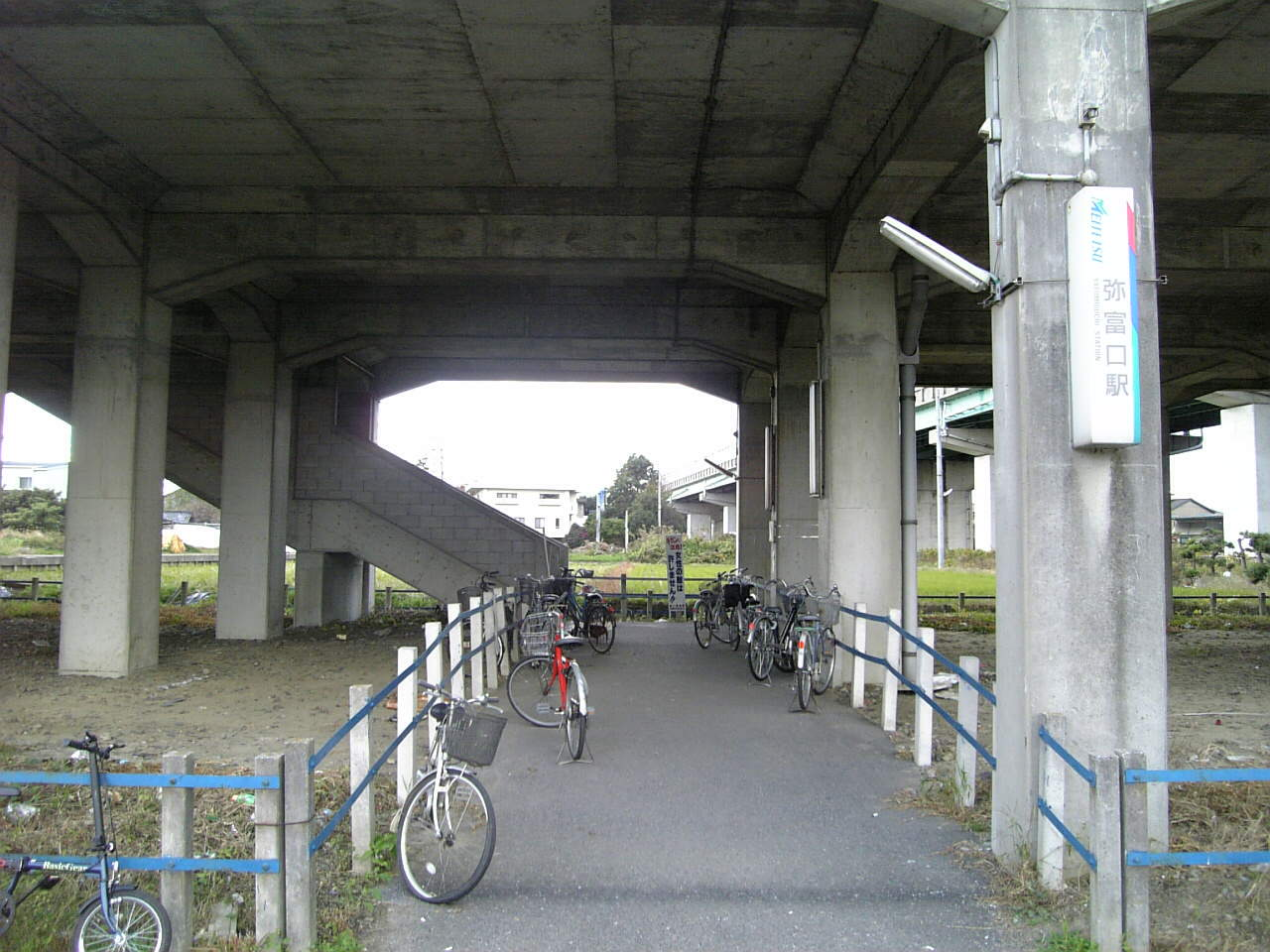
駅入口（2006年12月3日）
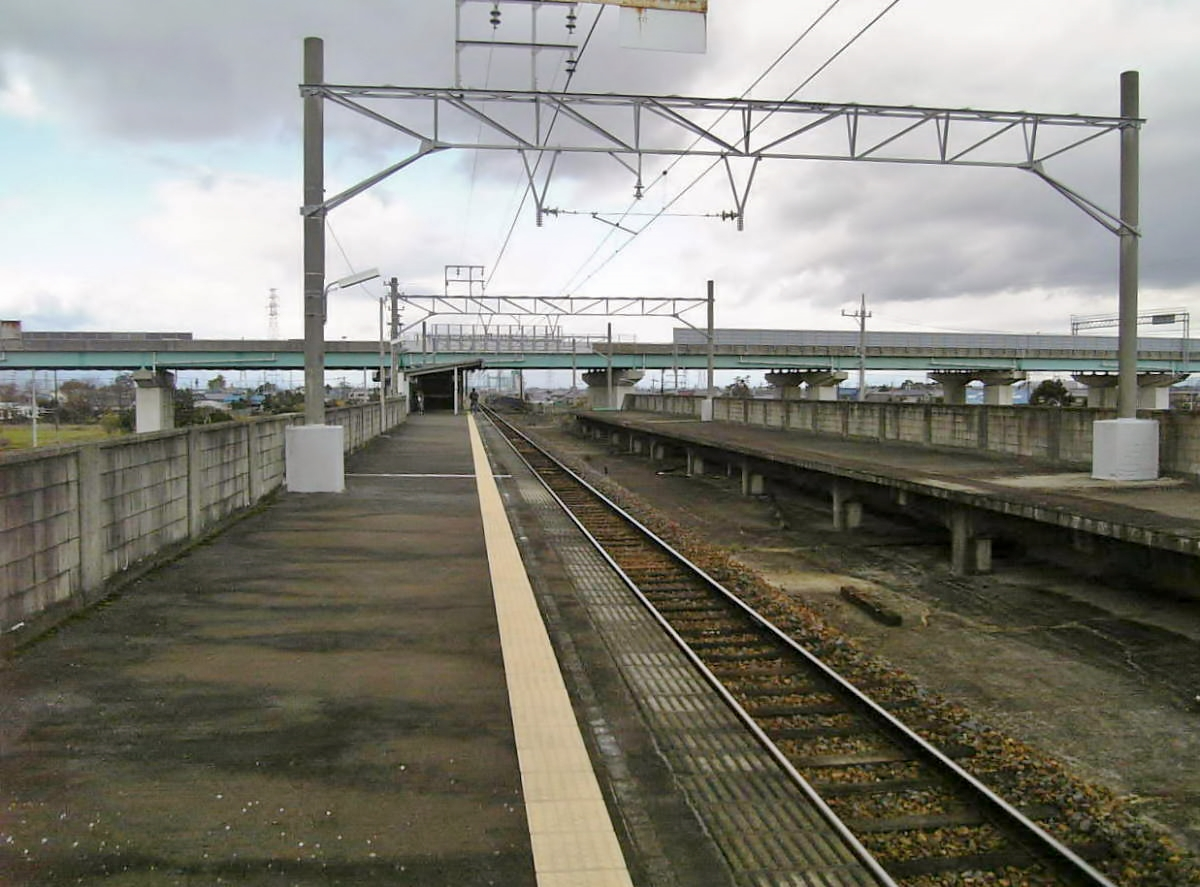
ホーム全景　右側は未使用（2006年12月3日）

### 配線図
| ← 津島方面 | 弥富口駅 構内配線略図 | → 弥富駅 |
| 凡例 出典: |                       |          |

## 駅周辺
- 東名阪自動車道（ほぼ駅の真上）
- 愛知県道40号名古屋蟹江弥富線
- ※ イオンタウン弥富
- 弥富海老江郵便局
- ※ IPC国際ペットカルチャー総合学院名古屋校
- ※ 日本毛織（ニッケ） - 弥富工場の敷地だった場所にある。

## 利用状況
- 『名古屋鉄道百年史』によると1992年度当時の1日平均乗降人員は121人であり、この値は岐阜市内線均一運賃区間内各駅（岐阜市内線・田神線・美濃町線徹明町駅 - 琴塚駅間）を除く名鉄全駅（342駅）中333位、尾西線（23駅）中23位であった[4]。
- 『愛知県統計年鑑』によると1日平均の乗車人員は2004年度61人、2005年度62人であった。

## 隣の駅
名古屋鉄道
尾西線
普通
弥富駅 - 弥富口駅 - 五ノ三駅